# Spierkater
Een spierkater of verlate spierpijn (Delayed Onset Muscle Soreness, DOMS) is de spierpijn en -stijfheid die men voelt in spieren enkele uren tot dagen na een intensieve lichamelijke activiteit waar men niet aan gewend is. De pijn wordt het sterkst gevoeld tussen 24 en 72 uur na de activiteit. Het is een teken van spierschade veroorzaakt door een excentrische beweging (het strekken van de spier). Na de activiteit past de spier zich snel aan om spierschade en dus spierpijn te voorkomen bij het herhalen van de activiteit.
De precieze oorzaak van verlate spierpijn is niet bekend. De meest waarschijnlijke oorzaken zijn het herstelproces zelf en de ontsteking die optreedt als gevolg van de schade. Het is zo goed als uitgesloten dat melkzuur, de stof die acute spierpijn veroorzaakt, een rol speelt.
Verlate spierpijn kan verlicht worden door de doorbloeding van de spier goed op gang te houden, bijvoorbeeld door matige activiteit of een warm bad. Het is aangetoond dat matige activiteit het herstelproces van de spier niet schaadt.